# Joey Belladonna
Joey Belladonna (pe numele său adevărat Joseph Bellardini, n. 13 octombrie 1960, Oswego, New York) este un vocalist și baterist de Heavy Metal, cunoscut mai ales ca și vocalistul trupei Anthrax.

## Efilnikufesin și cariera
Joey Belladonna a fost vocalistul trupei Anthrax din 1984 până în 1992, și se consideră că face parte din line-up-ul clasic al trupei format din Dan Spitz, Scott Ian, Frank Bello și Charlie Benante), care s-a reunit și a concertat între 2005 și 2006, vocea lui apare pe 5 albume de studio, câteva EP-uri, și a vândut 8 milioane de albume până în prezent.
Prin acele vremuri împărțea scena cu trupe precum Iron Maiden, Metallica, Megadeth, Kiss, Ozzy Osbourne, Black Sabbath, Slayer, Alice in Chains, Dio, Public Enemy, Living Colour, Primus, Mötley Crüe, Bon Jovi, Whitesnake, Testament, Overkill, Exodus, Helloween și mulți alți. De-asemenea tot prin acel timp a jucat în filmul underground Pledge Night și a cântat la National Anthem, Madison Square Garden.
Cât timp Joey a lucrat cu trupa, trupa a fost nominalizată la 3 premi Grammy, și a fost votat numărul 1 printre vocaliștii de Heavy Metal, 2 ani la rând de către revista Metal Forces.
După ce a plecat de la Anthrax, a continuat să cânte cu o trupă numită Belladonna, care este mai mult un proiect solo decât o trupă, deoarece este singurul membru constant, în timp ce ceilalți au venit și au plecat în continue schimbări de componență. La mijlocul anilor '90 Belladonna și-a lansat albumul de debut intitulat simplu Belladonna care a fost bine primit de către critici și fani deopotrivă. Al doilea album de studio Spells of Fear a fost lansat în 1998 și a fost criticat pentru producția proastă. Al treilea album sau mai bine spus demourile celui de-al treilea album nu au fost niciodată înregistrate într-un studio, ci a fost lansat independent de Belladonna în 2003. A fost o întoarcere la niște versuri mai bune și a fost mai bine primit de către fani.
Recent au început lucrările la un nou album Belladonna. Joey va lucra cu niște oameni noi și va lucra de-asemenea la mai multe proiecte în viitor.
Pe 10 mai 2010 Belladonna a anunțat că va participa cu Anthrax la turneul cu The Big Four de la Sonisphere, iar după asta se va întoarce în studio cu trupa pentru a înregistra Worship Music.
Joey Belladonna este cel mai vârstnic dintre membrii grupării The Big Four.

## Discografie

### Belladonna
- Belladonna
- Spells of Fear
- 03
- Artifacts I

### Anthrax
- Spreading the Disease
- Among the Living
- State of Euphoria
- Persistence of Time
- Worship Music

### EP-uri
- Armed and Dangerous (1985)
- I'm the Man (1987)
- Penikufesin (1989)
- Attack of the Killer B's (1991)

### Albume compilație
- Fistful of Metal (1984)
- Attack of the Killer B's (1991)
- Moshers: 1986-1991 (1998)
- Return of the Killer A's (1999)
- Madhouse - The Very Best of Anthrax (2001)
- The Collection (2002)
- Universal Masters Collection (2002)
- Anthrology: No Hit Wonders (1985-1991) (2005)

### Albume Live
- The Island Years (1994)
- Alive 2 (2005)